# Al-Azraq ash-Shamali
al-Azraq ash-Shamali (arabiska: الأزرق الشمالي, "Norra al-Azraq") är en ort i Jordanien. Den ligger i provinsen az-Zarqa, i den nordöstra delen av landet, 80 km öster om huvudstaden Amman. al-Azraq ash-Shamali ligger 521 meter över havet och antalet invånare är 14 800.